# Antiblemma amalthea
Antiblemma amalthea là một loài bướm đêm trong họ Erebidae.